# Ilmar Kullam
Ilmar Kullam (Tartu, 15 giugno 1922 – Tartu, 2 novembre 2011) è stato un cestista sovietico.
Era il marito di Valentina Nazarenko.

## Carriera
Con l'Unione Sovietica ha disputato i Giochi olimpici di Helsinki 1952 e tre edizioni dei Campionati europei (1947, 1951, 1953).